# Дарин Ангелов
Дарин Ангелов Ангелов (роден на 30 август 1980 г.) е български актьор.

## Ранен живот
Има брат близнак – Деян Ангелов, също актьор. Двамата са трето поколение актьори. Завършва НАТФИЗ „Кръстьо Сарафов“. Първата година учи пантомима, по-късно заедно с брат си се преместват в класа на проф. Стефан Данаилов. Там учат актьорство за драматичен театър и през 2004 г. завършват висшето си образование.

## Кариера
Още като студент участва в „Пинокио“ на Младежки театър. Първата му роля е в „Кралят елен“. След завършването си е назначен в Младежки театър „Николай Бинев“, където играе. Участва в представления на Народен театър „Иван Вазов“, снима се във филми, реклами и музикални клипове. За кратко е и модел на мъжките облекла „DENYL“. Ангелов е бил водещ на предаването Galileo по TV7.
През 2014 г. участва в четвъртия сезон на „Dancing Stars“, където отпада на полуфинала.
На 4 декември 2016 г. по време на представлението „Дългият път на деня към нощта“ Ангелов спасява живота на зрител. Той се притичва на помощ на човек в публиката, глътнал езика си. Дарин използва колана си, за да му помогне и го спасява от задавяне.
От септември 2020 г. е част от панела на сутрешното ток шоу „На кафе“.
През 2020 г. участва в музикалния спектакъл „Love story“ в Зала „България“ на Софийската филхармония, където си партнира с Радина Боршош, Йоана Кадийска и Рафи Бохосян с диригент Максим Ешкенази.
През 2021 г. участва в третия сезон на „Маскираният певец“ в ролята на Гларусът.
През 2022 г. е участник в юбилейният десети сезон на Като две капки вода.

### Номинации и награди
През 2005 г. печели Аскеер – изгряваща звезда за ролята си на Моцарт в „Амадеус“, на Питър Шафър. Някои от представленията, в които е участвал, са печелили много награди.

## Театрални роли

### Младежки театър „Николай Бинев“
- „Амадеус“ – Моцарт; режисьор: Бойко Илиев
- „Пинокио“ – Пинокио; режисьор: Андрей Аврамов
- „Мечо Пух“ – Йори; режисьор: Съби Събев
- „Копче за сън“ – играчка; режисьор: Иван Урумов
- „Оливър“ – Бил Сайкс; режисьор: Андрей Аврамов
- „Дванайсета нощ“ – Себастиан; режисьор: Крикор Азарян
- „В ледовете“ – Адамов; режисьор: Стилиян Петров
- „Честна мускетарска“ – Атос; режисьор: Петър Пашов
- „Черна комедия“ – Бриндсли; режисьор: Петър Кауков
- „Страхотни момчета“ – Джери; режисьор: Владимир Люцканов
- „Островът на съкровищата“ – Пю-Сляпото, Исраел Хандс, Джак-Басмата; режисьор: Петър Кауков
- „Двамата Веронци“ – Протей; режисьор: Борислав Чакринов

### Народен театър „Иван Вазов“
- „Хъшове“ – Павел, режисьор: Александър Морфов
- „Дон Жуан“, режисьор: Александър Морфов
- „Ревизор“, режисьор: Мариус Куркински
- „Хамлет“, режисьор: Явор Гърдев
- „Животът е прекрасен“, режисьор: Александър Морфов
- „Царството земно“, режисьор: Елена Панайотова
- „Кралят Елен“, режисьор: Мариус Куркински
- „Зимна приказка“, режисьор: Мариус Куркински
- „Бурята“, режисьор: Александър Морфов
- „Лов на диви патици“, режисьор: Юрий Бутусов
- „Веселите уиндзорки“, режисьор: Ръсел Болъм
- „Синята птица“ – Нощта, режисьор: Мариус Куркински
- „Дългият път на деня към нощта“ – Едмънд Тайрон, режисьор: Владлен Александров
- „Последното изкушение“ – Пилат Понтийски, режисьор: Веселка Кунчева
- „На ръба“ – Дарин, режисьор: Александър Морфов
- „Чаровно лято и неизбежните му там неприятности“ – Константин Мастаков, режисьор: Красимир Спасов
- „Лисичета“ – Бен Хюбърд, режисьор: Бина Харалампиева

### Театър 199
- „Облогът на Паскал“, режисьор: Атанас Атанасов

## Филмография
- „Борсови играчи“ (2022) – Деян
- „Лъжите в нас“ (тв сериал, 2022) – Виктор
- „Порталът“ (6-сер. тв, 2021)
- Kung Fury 2 (2020)
- „Бензин“ (2017) – Дарин във влака
- „Скъпи наследници“ (тв сериал, 2017) – Любо
- „12 А“ (2017) – режисьор: Магдалена Ралчева
- „Откраднат живот“ (тв сериал, 2016) – професор Генадиев през 80-те години
- „Летовници“ (2016) – Светльо
- „Под прикритие“ (тв сериал, 2011 – 2016) – Владо Димитриев – Вафлата
- „Правила“ (2016) – Калоян
- „На границата“ (6-сер. тв, 2014) – Ганев
- „Недадените“ (12-сер. тв, 2013) – Хаим Капон (в серия: X, XI, XII)
- „Стъклен дом“ (тв сериал, 2010 – 2012)
- „Главно представление“ (Command Performance) (2009) – оператор
- „Хъшове“ (4-сер. тв, 2009) – Павел
- „Хиндемит“ (2008), режисьор Андрей Слабаков
- „Приключенията на един Арлекин“ (4-сер. тв, 2007) – (в серия: IV)
- „Ваканцията на Лили“ (2007), 6 серии – асистентът Милков
- „Маймуни през зимата“ (2006), режисьор: Милена Андонова
- „Ерудитъ“ (2005), режисьор: Андрей Слабаков
- „Една калория нежност“ (2003, 2 части) – Стефан, режисьор: Иванка Гръбчева
- „Емигранти“ (2002), режисьор: Ивайло Христов

## Дублаж
- „Голямото междучасие“
- „Ледена епоха 2: Разтопяването“ – Еди
- „Ледена епоха 3: Зората на динозаврите“ – Еди
- „Ледена епоха: Мамутска Коледа“ – Еди
- „Ледена епоха 4: Континентален дрейф“ – Еди
- „Ледена епоха 5: Големият сблъсък“ – Еди
- „Смърфовете: Забравеното селце“ – Непохватко

## Други изяви

### Водещ
- Икар 2008
- Годишни музикални награди на телевизия „Планета“
- Galileo – TV 7
- На кафе от 2020 г. – панелист[3]

#### Реклами
- Каменица
- солети „Topcroc“
- водка „Мери Джейн“
- Estrella Damm" – Испания
- Cosmote – Македония
- Бетон Александър – Македония
- Jagermeister – Германия
- Ариана с Мария
- Germanos
- Няма такова парче – Дълга версия
- YES TV – Израел

#### Музикални видеоклипове
- Лилана – „Защото искам“
- Лилана – „Опасно близо“
- Мария – „Трябва да те намразя“
- Мария – „XXX“ (ft. DJ Живко Микс)